# إكسباميد
إكسباميد (Xipamide) مدر بول، خافض ضغط.

## الاسم العلمي
4-chloro-N-(2,6-dimethylphenyl)-2-hydroxy-5-sulfamoylbenzamide

## الصيغة الكيميائية
C15H15ClN2O4S

## الوزن الجزيئي
354.80 g/mol

## الاستطباب
- لمعالجة ارتفاع ضغط الدم.
- احتباس السوائل.

## الأشكال الصيدلانية
يتوفر بشكل: مضغوطات

## طريقة الاستعمال
- يؤخذ بشكل أفضل صباحاً.
- قبل البدء بالمعالجة، اقرأ المعلومات المتوفرة في الدليل المرفق. ستفيدك في معرفة المعلومات عن الانداباميد وعن قائمة كاملة بالآثار الجانبية التي قد تختبرها أثناء تناوله.
- خذه تماما كما وصفه الطبيب. إن الجرعة اليومية المعتادة هي مضغوطة واحدة يومياً بالرغم من أنه أحيانا قد يلزم الأمر إلى رفعها إلى 4 مضغوطات يومياً لمدة قصيرة عند بعض الأشخاص. وعلى الأغلب سينصحك الطبيب بأن تأخذ الجرعة صباحاً. وذلك حتى تعمل في النهار ولا ينقطع نومك بسبب الحاجة إلى دخول الحمام.
- ابلع الحبة مع الماء. يمكن أخذها قبل أو بعد الوجبات.
- إذا نسيت أن تأخذ المضغوطة، خذها حال تذكرها. إذا كان الوقت بعد 6pm مساء فينبغي تخطي الجرعة المنسية والاستمرار بشكل عادي في اليوم التالي. لا تأخذ مضغوطتين في نفس الوقت عندما تنسى جرعة ما.

## الآثار الجانبية
تكون الآثار الجانبية عادة خفيفة، ولكن قد تشتمل الشعور بالغثيان والدوار.
-الآثار الجانبية المحتملة:
- الشعور بالغثيان وانزعاج معدي: الزم الأطعمة البسيطة وتجنب الوجبات الغنية بالبهارات.
- الشعور بالدوار قليلاً وخاصة عندما تقف (بسبب انخفاض ضغط الدم): قد يساعد أن تقوم بالحركة ببطء. إذا بدأت تشعر بالدوار اجلس لعدة دقائق قبل أن تقف مجدداً.
- إذا ظهرت لديك أية أعراض تظن انها بسبب الدواء، تكلم مع طبيبك أو الصيدلي.

## تحذيرات
قبل أن تأخذ الإكساباميد فإنه من المهم أن يعلم طبيبك أو الصيدلي بما يلي:
- إذا كنت حامل أو مرضع.
- إذا كان لديك مشاكل كلوية أو كبدية.
- إذا كان لديك نقرس، أو سكري، أو ذئبة حمامية (SLS). قد تسوء هذه الأمراض بسبب المدرات.
- إذا أخبرك الطبيب بأنك تعاني من نقص مستويات الصوديوم أو البوتاسيوم في الدم، أو كان لديك مستويات كالسيوم عالية في الدم.
- إذا لديك مشاكل بالغدة الأدرينالية، يسمى داء أديسون.
- إذا كنت تعاني من البورفيريا.
- إذا كنت تتناول أية أدوية أخرى. وهذا يتضمن الأدوية المتوفرة بدون وصفة، مثل الأدوية العشبية والمكملات الغذائية.
- إذا عانيت سابقا من تفاعل تحسسي من الدواء.

## الحفظ والتخزين
- احفظ جميع الأدوية بعيداً عن متناول الأطفال ومرآهم.
- احفظه في مكان معتدل وجاف بعيداً عن الضوء والحرارة المباشرة.